# Contrat d'engagement éducatif
Pour les articles homonymes, voir CEE.
 (mars 2024).
Le contrat d'engagement éducatif (abrégé CEE) est un contrat de travail spécifique destiné aux animateurs et aux directeurs des accueils collectifs de mineurs en France. Il a été créé en 2006, pour permettre un engagement volontaire occasionnel et répondre aux besoins spécifiques des centres de vacances.

## Caractéristiques
Ce contrat se distingue par des dérogations au regard du droit du travail en France : 
- la durée légale du travail ne s'applique pas (avec toutefois une limite de 48 heures par semaine sur une moyenne des six derniers mois) ;
- la nourriture et l'hébergement sont intégralement à la charge de l'organisateur et ne sont pas considérés comme des avantages en nature, lorsque la fonction nécessite une présence continue auprès du public accueilli.

Il est encadré par deux obligations : 
- l'employé ne peut travailler en CEE plus de 80 jours sur 12 mois consécutifs ;
- la rémunération journalière ne peut être inférieure à 2,20 fois le montant du SMIC horaire.

## Temps de repos
Il subsiste néanmoins un repos hebdomadaire de 24 heures consécutives pour sept jours de travail. À sa création, il n'existait pas de notion de repos quotidien, les animateurs devant être disponibles 24 heures sur 24. Cependant, en octobre 2011, la cour de justice de l'Union européenne remet en cause ce type de contrat qui viole la législation européenne, car il ne met pas en place de repos journalier et de repos compensateur. Finalement après réflexions d'un groupe de travail, un décret modifie les règles en instaurant au temps de repos quotidien de 11 heures. Si ce dernier ne peut être attribué, l’employeur peut supprimer le repos ou le réduire avec un minimum de 8 heures par jour travaillé, le salarié bénéficie alors d'un repos compensateur égal à la fraction du repos dont il n'a pu bénéficier.

## Fiscalité
Les indemnités versées dans le cadre d'un contrat d'engagement éducatif sont soumises aux cotisations sociales et à la CSG / CRDS.